# Wolodymyr Sitkin

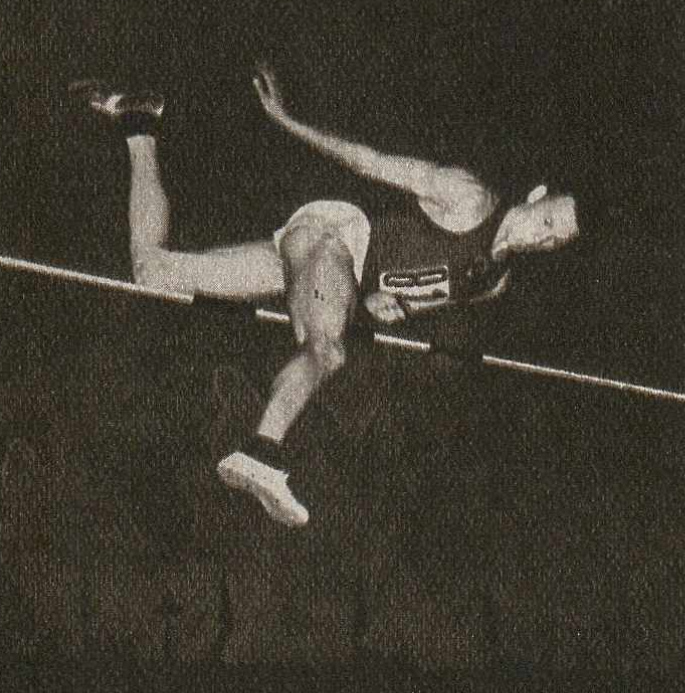
Wolodymyr Sitkin

Wolodymyr Sitkin (ukrainisch Володимир Сіткін, engl. Transkription Volodymir Sitkin; * 6. Dezember 1934 in Krasnyj Lyman, Oblast Donezk; † 23. Januar 2019 in Kiew) war ein ukrainischer Hochspringer, der für die Sowjetunion startete.
Bei den Leichtathletik-Europameisterschaften 1954 in Bern schied er in der Qualifikation aus. 1955 gewann er Silber bei den Weltfestspielen der Jugend und Studenten.
1956 wurde er Sechster bei den Olympischen Spielen in Melbourne, und 1957 holte er Bronze bei den Weltfestspielen der Jugend und Studenten.
1957 wurde er Sowjetischer Meister. Die Schuhe, mit denen er am 29. September 1957 in Odessa den Weltrekord von 2,15 m einstellte, wurden nachträglich von der IAAF verboten. Seine persönliche Bestleistung von 2,09 m mit regulären Schuhen stellte er am 12. Mai 1963 in Kiew auf.